# Kanton Rivesaltes

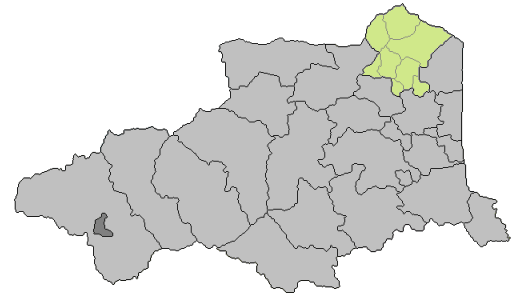
Lage im Département Pyrénées-Orientales

Der Kanton Rivesaltes war bis 2015 ein französischer Wahlkreis im Arrondissement Perpignan, im Département Pyrénées-Orientales und in der Region Languedoc-Roussillon. Sein Hauptort war Rivesaltes. Vertreter im Generalrat des Départements war zuletzt von 1998 bis 2015 Jean-Jacques Lopez (PS).
Der Kanton war 243,98 km² groß und hatte 26.526 Einwohner (Stand 1. Januar 2012).

## Gemeinden
Der Kanton bestand aus acht Gemeinden:
| Gemeinde          | Einwohner Jahr | Fläche km² | Bevölkerungsdichte | Code INSEE | Postleitzahl |
| ----------------- | -------------- | ---------- | ------------------ | ---------- | ------------ |
| Cases-de-Pène     | 858 (2013)     | 13,38      | 64 Einw./km²       | 66041      | 66600        |
| Espira-de-l’Agly  | 3.348 (2013)   | 26,77      | 125 Einw./km²      | 66069      | 66600        |
| Opoul-Périllos    | 1.042 (2013)   | 50,53      | 21 Einw./km²       | 66127      | 66600        |
| Peyrestortes      | 1.382 (2013)   | 7,96       | 174 Einw./km²      | 66138      | 66600        |
| Pia               | 8.284 (2013)   | 13,18      | 629 Einw./km²      | 66141      | 66380        |
| Rivesaltes        | 8.422 (2013)   | 28,76      | 293 Einw./km²      | 66164      | 66600        |
| Salses-le-Château | 3.275 (2013)   | 71,28      | 46 Einw./km²       | 66190      | 66600        |
| Vingrau           | 634 (2013)     | 32,12      | 20 Einw./km²       | 66231      | 66600        |

## Bevölkerungsentwicklung
| 1968   | 1975   | 1982   | 1990   | 1999   | 2006   | 2011   |
| ------ | ------ | ------ | ------ | ------ | ------ | ------ |
| 14.492 | 14.742 | 16.107 | 18.536 | 20.979 | 24.456 | 26.077 |

[[Kategorie:Ehemaliger Kanton im Département Pyrénées-Orientales<Rivesaltes]]